# Mackenzie Mauzy
MacKenzie Grace Mauzy (Greensboro (North Carolina), 14 oktober 1988) is een Amerikaanse actrice.
Mauzy is vooral bekend van haar rol als Phoebe Forrester in de televisieserie The Bold and the Beautiful waar zij in 224 afleveringen speelde (2006-2008).

## Biografie
Mauzy werd geboren in Greensboro (North Carolina), maar groeide op in Lancaster (Pennsylvania). Mauzy was vanaf 2012 tot en met 2015 getrouwd.

## Filmografie

### Films
- 2021 Construction - als Courtney Wolfson
- 2017 Girls' Night Out - als McKenzie
- 2016 Manson's Lost Girls - als Linda Kasabian
- 2015 Construction - als Courtney Wolfson
- 2014 Into the Woods - als Rapunzel
- 2013 Brother's Keeper – als Maggie Malloye
- 2013 Construction – als Courtney Wolfson

### Televisieseries
Uitgezonderd eenmalige gastrollen.
- 2014 - 2015 Forever - als Abigail - 10 afl.
- 2006 – 2008 The Bold and the Beautiful – als Phoebe Forrester – 224 afl.
- 2002 – 2003 Guiding Light – als Lizzie Spaulding – 2 afl.

- Library of Congress Control Number: no2014161647
- Virtual International Authority File: 312882018
- WorldCat: E39PBJfCr97w7Wj3KPGJK7bGHC